# GMB (Gewerkschaft)
Die GMB ist mit 500.000 Mitgliedern eine der größten Gewerkschaften in Großbritannien. 
Die GMB wurde am 31. März 1889 gegründet. Im Jahre 1924 ist die National Union of General and Municipal Workers aus einem Zusammenschluss der National Amalgamated Union of Labour, National Union of General Workers und der Municipal Employees Association hervorgegangen. Im Jahre 1982 wurde sie in General, Municipal, Boilermakers and Allied Trade Union umbenannt.
Die GMB ist Mitglied in den gewerkschaftlichen Dachverbänden Trades Union Congress (TUC) und Scottish Trades Union Congress (STUC).

## GMB-Generalsekretäre
- 1924–1934: Will Thorne
- 1934–1946: Charles Dukes
- 1946–1961: Tom Williamson
- 1962–1973: Jack Cooper
- 1973–1985: David Basnett
- 1986–2003: John Edmonds
- 2003–2004: Kevin Curran
- 2005–2016: Paul Kenny
- 2016–2021: Tim Roache
- seit 2021: Gary Smith